# Николини, Марко
Марко Николини (итал. Marco Nicolini; род. 15 сентября 1970, Пьове-ди-Сакко, Венеция, Италия) — политический деятель Сан-Марино, капитан-регент Сан-Марино с 1 апреля по 1 октября 2021 года, являлся руководителем страны вместе с Джанкарло Вентурини.

## Биография
Николини родился в 1970 году в Италии. Отец у него сан-маринец, а мать итальянка. После окончания школы он окончил факультет иностранных языков и литературы Урбинского университета. Далее он работал в туристическом секторе, проживая в разных странах. в 1999 году он вернулся в Сан-Марино и работал в двух финансовых компаниях и в банковском учреждениях.
Дале Николини занялся политикой, он присоединился к левой партии Движение RETE, и в 2016 году был избран членом Большого генерального совета, где занимал должность президента делегации Сан-Марино в Совете Европы в Страсбурге. В марте 2021 года он был избран капитан-регентом страны. Вступил в должность 1 апреля 2021 года и занимал эту должность в течение шести месяцев.

## Награды
- Большой крест с цепью ордена «За заслуги перед Итальянской Республикой» (16 июня 2021 года, Италия)[2]